# Chandler Hutchison
Chandler Hutchison, né le 26 avril 1996 à Mission Viejo en Californie, est un joueur américain de basket-ball évoluant aux postes d'ailier et ailier fort.

## Biographie

### Carrière universitaire
Chandler Hutchison effectue ses quatre années universitaires sous les couleurs des Broncos de Boise State. Lors de sa dernière année universitaire, il inscrit 20 points et prend 7,7 rebonds de moyenne.

### Carrière professionnelle

#### Bulls de Chicago (2018-mars 2021)
Il est drafté par les Bulls de Chicago en 22e position de la draft NBA 2018.

#### Wizards de Washington (mars-août 2021)
Le 25 mars 2021, il est échangé aux Wizards de Washington avec Daniel Gafford contre Troy Brown Jr. et Moritz Wagner.

#### Spurs de San Antonio (août-sept. 2021)
Le 5 août 2021, il est à nouveau échangé, cette fois-ci du côté des Spurs de San Antonio et licencié début septembre.

#### Suns de Phoenix (sept. 2021-janvier 2022)
Quelques jours plus tard, il signe un contrat en faveur des Suns de Phoenix via un contrat two-way. Il est coupé le 4 janvier 2022.
Il annonce sa retraite le 30 novembre 2022. Cependant, en 2024, il annonce revenir à la compétition professionnelle.

## Statistiques

### Universitaires
| Saison    | Équipe      | Matchs | Titul. | Min./m | % Tir | % 3pts | % LF | Rbds/m. | Pass/m. | Int/m. | Ctr/m. | Pts/m. |
| --------- | ----------- | ------ | ------ | ------ | ----- | ------ | ---- | ------- | ------- | ------ | ------ | ------ |
| 2014-2015 | Boise State | 29     | 18     | 12,3   | 35,6  | 28,6   | 64,9 | 1,97    | 0,79    | 0,48   | 0,14   | 3,10   |
| 2015-2016 | Boise State | 31     | 7      | 19,8   | 49,7  | 23,1   | 63,6 | 4,10    | 1,32    | 0,68   | 0,35   | 6,84   |
| 2016-2017 | Boise State | 32     | 32     | 31,7   | 49,5  | 37,7   | 66,5 | 7,81    | 2,62    | 1,22   | 0,19   | 17,41  |
| 2017-2018 | Boise State | 31     | 30     | 31,0   | 47,5  | 35,9   | 72,8 | 7,68    | 3,45    | 1,48   | 0,26   | 19,97  |
| Total     | Total       | 123    | 87     | 24,0   | 47,6  | 35,3   | 68,7 | 5,46    | 2,07    | 0,98   | 0,24   | 12,02  |

### Professionnelles

#### Saison régulière
| Saison    | Équipe     | Matchs | Titul. | Min./m | % Tir | % 3pts | % LF  | Rbds/m. | Pass/m. | Int/m. | Ctr/m. | Pts/m. |
| --------- | ---------- | ------ | ------ | ------ | ----- | ------ | ----- | ------- | ------- | ------ | ------ | ------ |
| 2018-2019 | Chicago    | 44     | 14     | 20,3   | 45,9  | 28,0   | 60,5  | 4,20    | 0,77    | 0,52   | 0,14   | 5,20   |
| 2019-2020 | Chicago    | 28     | 10     | 18,8   | 45,7  | 31,6   | 59,0  | 3,86    | 0,93    | 0,96   | 0,25   | 7,79   |
| 2020-2021 | Chicago    | 7      | 0      | 9,1    | 27,8  | 33,3   | 100,0 | 2,86    | 0,57    | 0,14   | 0,00   | 1,86   |
| 2020-2021 | Washington | 18     | 1      | 15,7   | 40,0  | 36,8   | 82,6  | 3,22    | 0,72    | 0,61   | 0,28   | 5,22   |
| Total     | Total      | 97     | 25     | 18,2   | 44,1  | 30,9   | 63,8  | 3,82    | 0,79    | 0,64   | 0,19   | 5,71   |

Mise à jour le 21 septembre 2021

#### Playoffs
| Saison | Équipe     | Matchs | Titul. | Min./m | % Tir | % 3pts | % LF  | Rbds/m. | Pass/m. | Int/m. | Ctr/m. | Pts/m. |
| ------ | ---------- | ------ | ------ | ------ | ----- | ------ | ----- | ------- | ------- | ------ | ------ | ------ |
| 2021   | Washington | 2      | 0      | 9,1    | 40,0  | 0,0    | 100,0 | 1,50    | 0,50    | 0,00   | 0,00   | 3,00   |
| Total  | Total      | 2      | 0      | 9,1    | 40,0  | 0,0    | 100,0 | 1,50    | 0,50    | 0,00   | 0,00   | 3,00   |

Mise à jour le 21 septembre 2021

## Records sur une rencontre en NBA
Les records personnels de Chandler Hutchison en NBA sont les suivants, :
| Type de statistique        | Saison régulière | Saison régulière        | Saison régulière |
| Type de statistique        | Record           | Adversaire              | Date             |
| -------------------------- | ---------------- | ----------------------- | ---------------- |
| Points                     | 21               | @ Pacers de l'Indiana   | 29 janvier 2020  |
| Paniers marqués            | 10               | @ Pacers de l'Indiana   | 29 janvier 2020  |
| Paniers tentés             | 15               | Clippers de Los Angeles | 25 janvier 2019  |
| Paniers à 3 points réussis | 2                | 2 fois                  | 2 fois           |
| Paniers à 3 points tentés  | 7                | Clippers de Los Angeles | 25 janvier 2019  |
| Lancers francs réussis     | 7                | Nets de Brooklyn        | 16 novembre 2019 |
| Lancers francs tentés      | 9                | @ Raptors de Toronto    | 2 février 2020   |
| Rebonds offensifs          | 4                | @ Raptors de Toronto    | 2 février 2020   |
| Rebonds défensifs          | 11               | Clippers de Los Angeles | 25 janvier 2019  |
| Rebonds totaux             | 12               | Clippers de Los Angeles | 25 janvier 2019  |
| Passes décisives           | 4                | @ 76ers de Philadelphie | 9 février 2020   |
| Interceptions              | 4                | Cavaliers de Cleveland  | 18 janvier 2020  |
| Contres                    | 2                | 2 fois                  | 2 fois           |
| Balles perdues             | 5                | Raptors de Toronto      | 17 novembre 2018 |
| Minutes jouées             | 41               | Clippers de Los Angeles | 25 janvier 2019  |

- Double-double : 1
- Triple-double : 0

Dernière mise à jour : 11 novembre 2020